# 陶彝
陶彝，直隸順天府大興縣（今北京市）人，清朝政治人物，進士出身。
康熙三十九年，登進士，授戶部主事，升任戶部郎中，考選廣西道監察御史，巡視兩浙鹽政。后因上疏請求康熙帝建儲，被罷免遣往軍前效力贖罪。雍正四年赦免歸鄉。

## 延伸阅读
[在维基数据编辑]
 《清史稿·卷286》，出自趙爾巽《清史稿》